# Szpital Powiatowy w Chrzanowie
Szpital Powiatowy w Chrzanowie – jedyny szpital na terenie powiatu chrzanowskiego. Szpital posiada 22 oddziały szpitalne. W szpitalu funkcjonuje Szpitalny Oddział Ratunkowy (SOR). Szpital posiada zmodernizowane w 2011 roku lądowisko dla helikopterów ratunkowych.
Poprzedni wyburzony już szpital został oddany do użytku w 1933 roku. Początkowo nosił imię marszałka Józefa Piłsudskiego, a po II wojnie światowej Bolesława Bieruta. Składał się z sześciu oddziałów. W nowych budynkach szpital funkcjonuje od ok. 1994-1998 roku.